# Port Północny
Port Północny – część portu morskiego Gdańsk, leżąca bezpośrednio nad Zatoką Gdańską. Przeładowuje się tu głównie ładunki masowe, węgiel i ropę naftową oraz kontenery.

## Charakterystyka
Jest to stosunkowo nowoczesna, głębokowodna (do 15 m zanurzenia) część portu zbudowana w latach 1970–1975 razem z Rafinerią Gdańską, z którą jest połączona rurociągiem. Dyrektorem budowy był mgr inż. Aleksander Białecki. W 1984 roku została tam zbudowana obecnie najmłodsza w Polsce latarnia morska. W 2007 ukończono budowę pierwszego głębokowodnego terminalu kontenerowego DCT Gdańsk.
Komunikacja drogowa odbywa się Trasą Sucharskiego, która od 2012 r. usprawniła dojazd ze wschodu i południa (w miejsce dotychczasowej, jednojezdniowej ul. Sucharskiego), łącząc port – poprzez Południową obwodnicę Gdańska – z autostradą A1 oraz Trasą Słowackiego (z tunelem pod Martwą Wisłą), która od 2016 r. zapewnia dojazd z zachodu.
W 2018 Urząd Morski w Gdyni ogłosił przetarg na modernizację toru wodnego oraz usunięcie z dna morskiego niewybuchów po II wojnie światowej.
We wrześniu 2021 konsorcjum firm PORR, Rover Maritime i Roverpol zakończyło zasadniczą część budowy nowego układu falochronów w Porcie Północnym. W wyniku wartej blisko 607 mln zł inwestycji zwiększono niezależność pracy portu od warunków pogodowych i podniesiono bezpieczeństwo jego funkcjonowania oraz zdolność eksploatacyjną.

### Odniesienia w kulturze
Na terenie portu kręcone były zdjęcia do polskiego serialu obyczajowego z 1976 "Znaki szczególne".

## Galeria

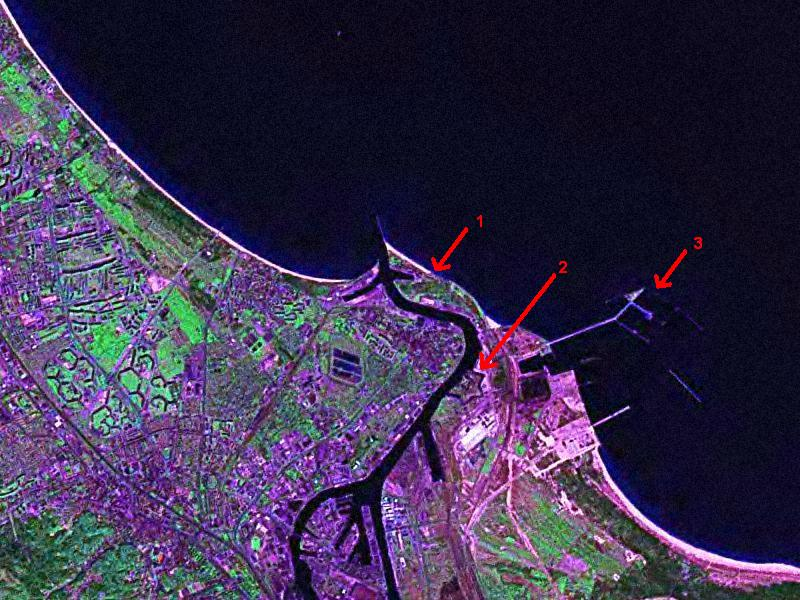
Gdańsk Nowy Port – zdjęcie satelitarne Landsat. Na zdjęciu widoczny Port Północny
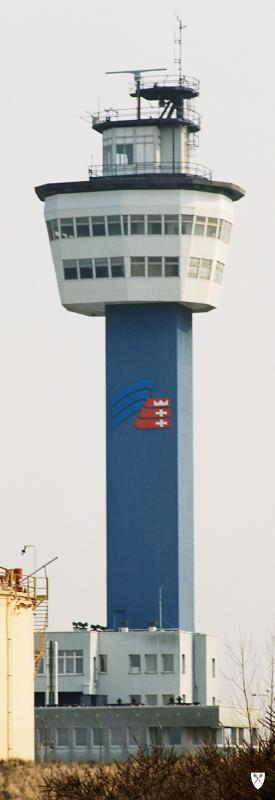
Kapitanat Portu Gdańskiego i latarnia morska
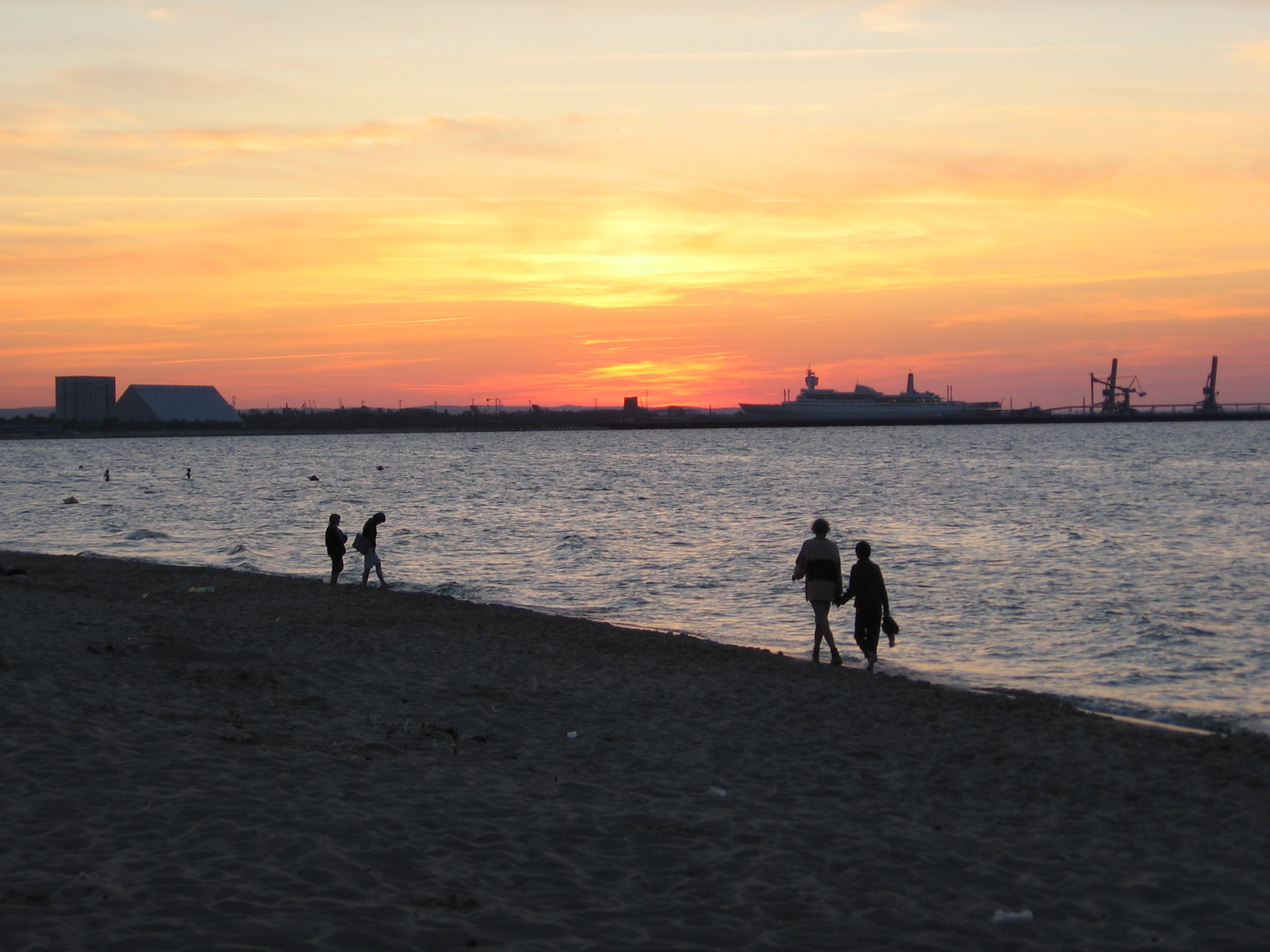
Zachód Słońca nad Portem Północnym
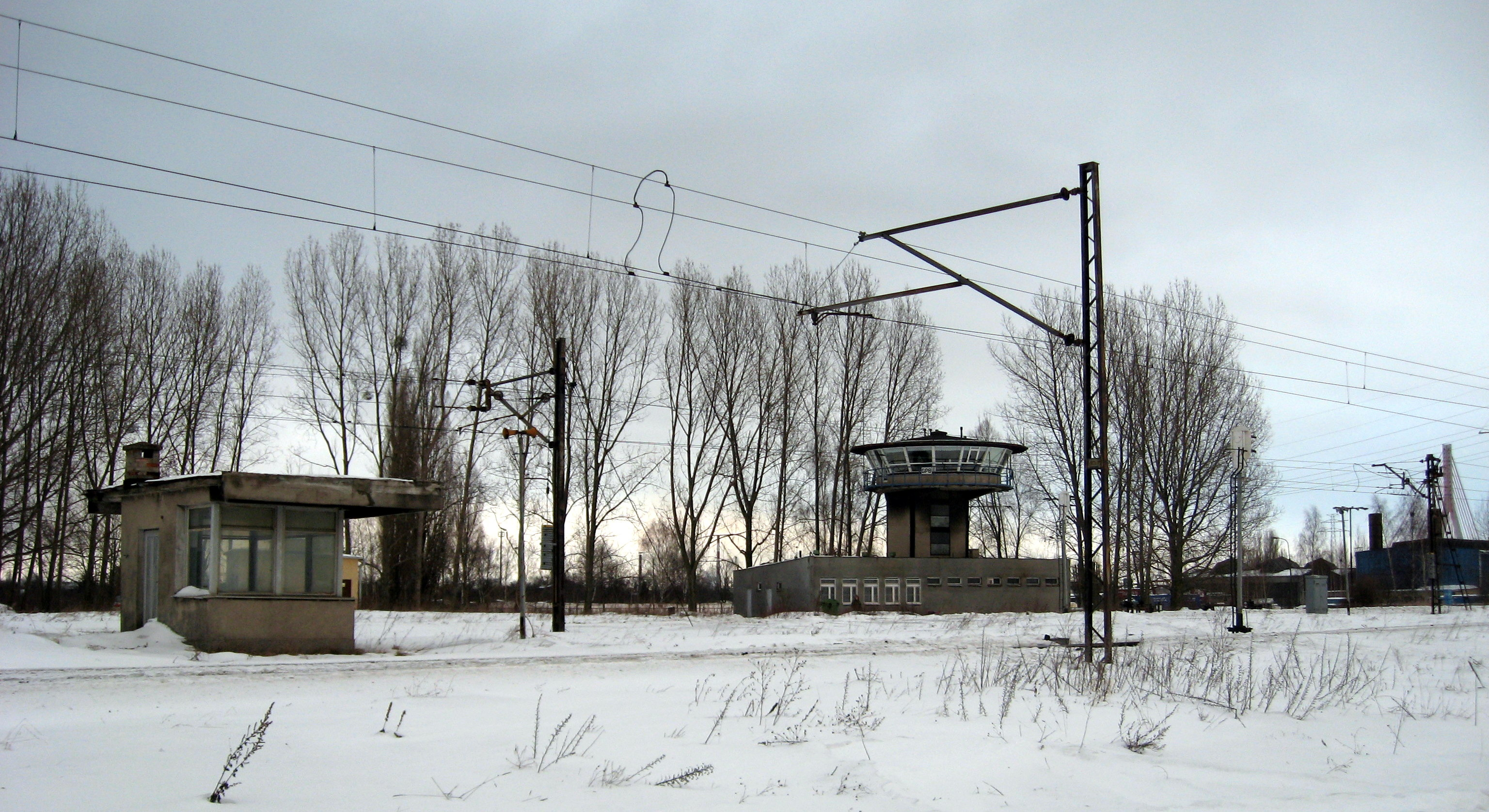
Gdańsk Port Północny (stacja towarowa)
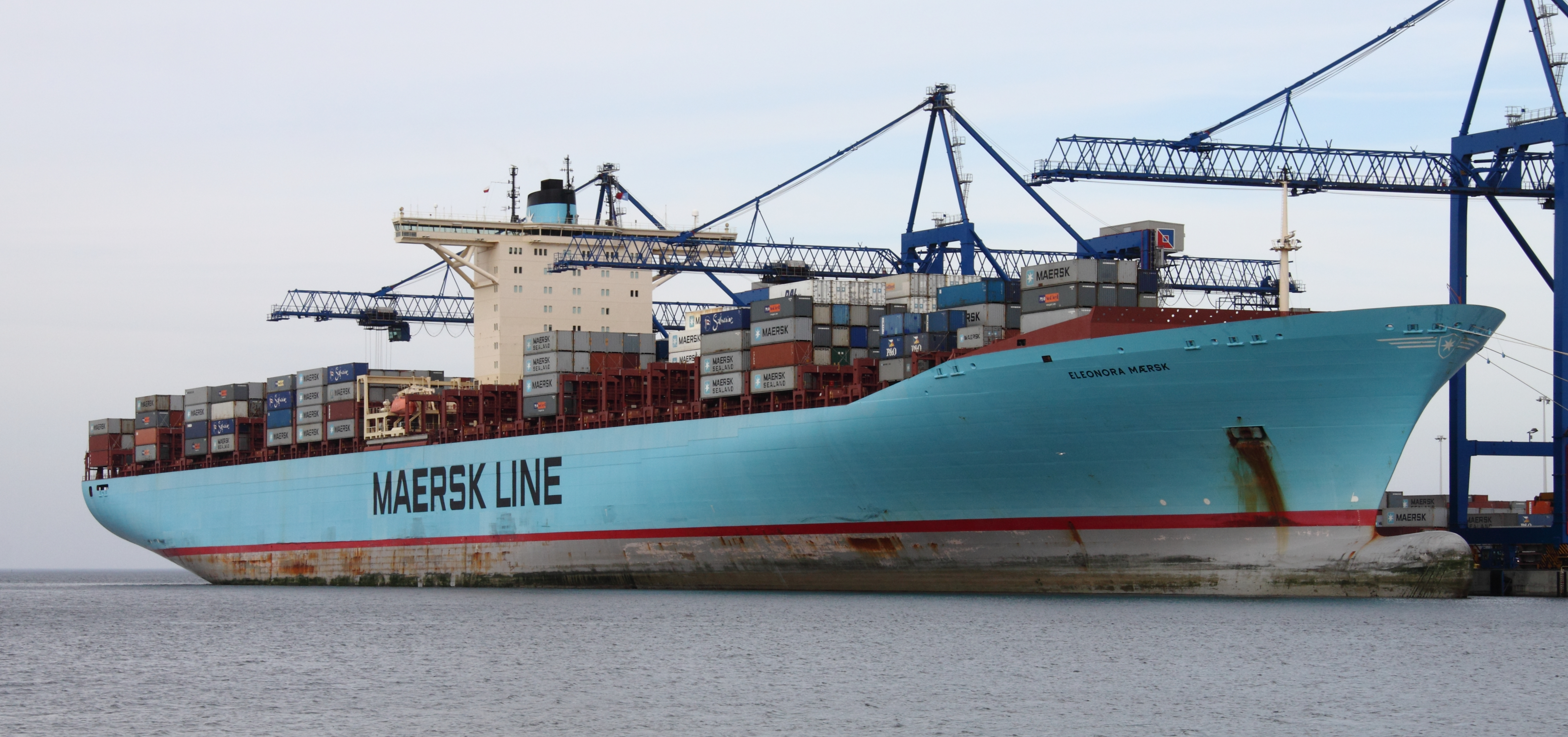
Kontenerowiec „Eleonora Maersk” przy DCT